# Les Revenants (középlemez)
A Les Revenants a Mogwai tizenegyedik középlemeze, amelyet saját kiadójuk, a Rock Action Records adott ki 2012. december 17-én digitálisan, majd 2013. január 28-án fizikai adathordozón is.
A lemez a Visszajárók filmzenei albumáról tartalmaz három átdolgozást, valamint a Soup című számot.

## Számlista
Az összes dal szerzője a Mogwai. 
| 1.    | Wizard Motor               | 4:41 |
| 2.    | Soup                       | 1:16 |
| 3.    | The Huts                   | 3:29 |
| 4.    | The Messiah Needs Watching | 3:14 |
| 12:40 |                            |      |

## Közreműködők
- Stuart Braithwaite – gitár, ének
- Dominic Aitchison – basszusgitár
- Martin Bulloch – dob
- Barry Burns – billentyűk
- John Cummings – gitár, zongora

## Kiadások
| Ország             | Dátum              | Kiadó               | Formátum  | Katalógusazonosító |
| ------------------ | ------------------ | ------------------- | --------- | ------------------ |
| Egyesült Királyság | 2012. december 17. | Rock Action Records | digitális | ROCKACT73D         |
| Egyesült Királyság | 2013. január 28.   | Rock Action Records | CD, 10”   | ROCKACT73          |

## Fordítás
Ez a szócikk részben vagy egészben  a   Les Revenants EP című angol Wikipédia-szócikk ezen változatának fordításán alapul.  Az eredeti cikk szerkesztőit annak laptörténete sorolja fel. Ez a jelzés csupán a megfogalmazás eredetét és a szerzői jogokat jelzi, nem szolgál a cikkben szereplő információk forrásmegjelöléseként.